# نوار سکس (فیلم)
نوار سکس (به انگلیسی: Sex Tape) یک فیلم کمدی سکسی آمریکایی به کارگردانی جیک کاسدان با بازی کامرون دیاز، جیسون سیگل، راب کوردری، الی کمپر، راب لو، نت فکسون، نانسی لنهان، رندل پارک، جولین بلالوک، دیو آلن، کمیل نانجیانی، آرتمیس پبدانی و جک بلک است. این فیلم توسط کلمبیا پیکچرز تولید شد و در ۱۸ ژوئیه ۲۰۱۴ اکران شد. در آخر هفته افتتاحیه ۱۴٫۶ میلیون دلار و در سراسر جهان ۱۲۶٫۱ میلیون دلار در مقابل بودجه ۴۰ میلیون دلاری فروخت. به‌طور کلی نقدهای منفی دریافت کرد.
کامرون دیاز برای بازی در این فیلم برنده جایزه تمشک طلایی بدترین بازیگر زن سال ۲۰۱۴ شد.

## داستان
فیلم داستان یک زوج متأهل را دنبال می‌کند که یک فیلم جنسی برای تقویت رابطه خود می‌سازند، صبح روز بعد از که خواب بیدار می‌شوند، متوجه شوند که این فیلم ناپدید شده‌است، و به جستجوی دیوانه‌وار در تلاش برای یافتن فیلم خصوصی خودشان هستند.

## تولید

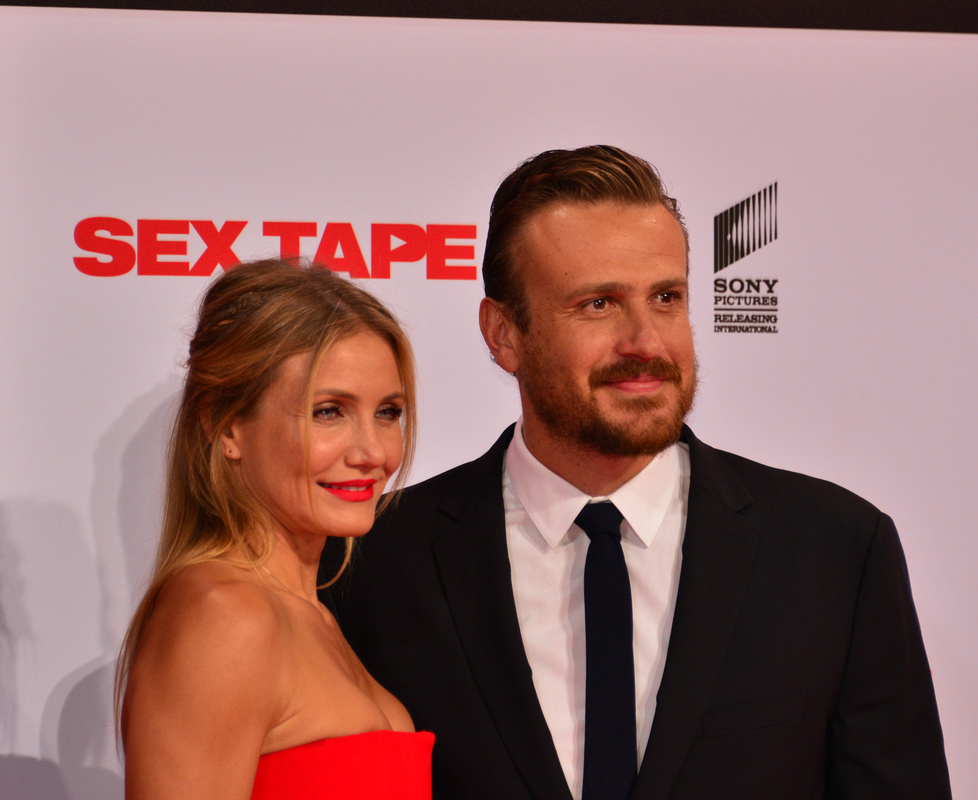
کامرون دیاز(بازیگر) و جیسون سیگل(فیلمنامه نویس)برای اولین نمایش آلمانی فیلم "نوار سکس" در برلین، آلمان. ۵ سپتامبر ۲۰۱۴.

فیلمبرداری در ۱۲ سپتامبر ۲۰۱۳ در نیوتون، ماساچوست آغاز شد.

## واکنش انتقادی
در متاکریتیک، این فیلم امتیاز ۳۶ از ۱۰۰ بر اساس ۳۶ منتقد، را دارد، که نشان دهنده «بررسی‌های عموما نامطلوب». تماشاگران در نظرسنجی سینماسکور به فیلم نمره متوسط "C+" در مقیاس A + تا F دادند.